# Готфрід Кірк Крістіансен
Готфрід Кірк Крістіансен (англ. Godtfred Kirk Christiansen, 8 липня 1920 — 13 липня 1995) — третій син Оле Кірка Крістіансена, засновника Lego Group. 1950 року Готфрід став молодшим віце-президентом сімейної Lego Group. Готфрід був директором Lego Group протягом 1957-1979 років.

## Біографія
Готфрід народився на початку липня 1920 року в Біллунні, Данія. Був третьою дитиною Оле Кірка Крістіансена .
На початку 1930-х Оле заснував компанію з виробництва предметів для повсякденного побуту, основний прибуток якої приносили дошки для прасування і сходи. Разом з ним у компанії працював і Готфрід, який почав працювати з батьком із 12 років.
Після смерті батька в 1958 він став президентом ради директорів , до 1960 викупив частки своїх братів і став єдиним власником компанії . Готфрід був директором Lego Group протягом 1957-1979 років. Він займався початком продажів Lego в США в 1961. 
Помер на 76-му році життя 13 липня 1995 року у своєму будинку в Біллунні. Після його смерті, його син К'єльд Кірк Крістіансен очолив компанію .

## Родина
1. Дід — Єнс Нільс Крістіансен, фермер.
2. Бабуся — Кірстін Крістіансен (Андерсен)
  1. Мати — Кірстін Серенсен (?-1932)
  2. Батько — Оле Кірк Крістіансен (1891-1958), столяр та засновник компанії LEGO.
    1. Брат — Йоханнес Крістіансен (1917-?)
    2. Брат — Карл Георг Кірк Крістіансен (1919—?), 1957 року був призначений начальником відділу пластмас для LEGO, 1960 року розпочав власний бізнес «Bilofix» зі своїм братом, Герхардом.
    3. Брат — Герхард Кірк Крістіансен (1926—?), 1960 року розпочав власний бізнес «Bilofix» зі своїм братом, Карлом Георгом.
      1. Дружина — Едіт Кірк Крістіансен (1924-2015)
      2. Син — К'єльд Кірк Крістіансен (нар. 1947), був генеральним директором Lego Group у 1979-2004 роках, зараз заступник голови правління Lego Group.
        1. Внучка — Софі Кірк Крістіансен (нар. 1976), володіє плантацією. Закінчила Орхуський університет, здобувши ступінь бакалавра етнографії та соціальної антропології.
        2. Онук — Томас Кірк Крістіансен (нар. 1979), бізнесмен. У 2016 році став заступником голови правління та головою Фонду LEGO.
        3. Внучка — Агнет Кірк Тхінггаард (нар. 1983), учасниця кінного спорту. Учасниця Літніх Олімпійських ігор 2016 року.

      3. Дочки — Гунхільд Кірк Йохансен (нар. 1944) і Ханне Кірк Крістіансен (1949-1969)